# Khadra Sufi
Khadra Sufi (* 1980 in Somalia) ist eine deutsche Moderatorin, Autorin und Modedesignerin.

## Leben

### Frühe Jahre
Khadra Sufi ist die Tochter eines somalischen Diplomaten und verbrachte so ihre ersten Lebensjahre im Jemen, in Sambia und Saudi-Arabien. 1983 zog die Diplomatenfamilie nach Ost-Berlin. Im Alter von acht Jahren kehrte sie mit ihren Eltern und Geschwistern zurück nach Somalia. Im Somalischen Bürgerkrieg wurde die Familie von Aufständischen verfolgt und musste 1990 über Kenia nach Ägypten flüchten. Ein Jahr später gelangten sie in das wiedervereinigte Deutschland, wo sie in einem Asylantenheim bei Bonn wohnten. Khadra folgte ihrer Familie nicht beim Umzug nach London und verblieb in Deutschland. Hier wohnte die Sechzehnjährige zeitweise mittellos in einer umgebauten Garage. Sie machte ihre Mittlere Reife und erhielt eine Ausbildung zur Arzthelferin, jobbte und bewarb sich bei Castings.

### In den Medien
2003 lebte Sufi 43 Tage in der Fernsehshow Big Brother (4. Staffel). Seit 2007 ist Sufi Moderatorin bei dem Teleshopping-Sender QVC, wo sie seit 2013 ihre eigene Modelinie anbietet. Zusätzlich moderiert sie verschiedene Web-TV-Formate und Veranstaltungen. Bei der Bild in Köln war sie von 2008 bis 2010 als Reporterin und bei der Lokalzeit Ruhr des WDR zwischen 2009 und 2012 als Live-Reporterin und Autorin tätig.
2010 erschien ihre Autobiografie Das Mädchen, das nicht weinen durfte, die sich zum Bestseller entwickelte.
Sufi war zu Gast in Sendungen wie ZDF-Mittagsmagazin (ZDF, März 2010), Menschen der Woche (SWR Juni 2010), plasberg persönlich (WDR, Juli 2012), West ART (WDR, November 2013), Im Dialog (Phoenix, Oktober 2013), inka! (ZDF, September 2013), hart aber fair (ARD, September 2013), Menschen bei Maischberger (ARD, August 2013) und Markus Lanz. (ZDF, Januar 2018).

### Soziales Engagement
Seit 2012 ist Sufi Botschafterin der UNO-Flüchtlingshilfe. 2013 unterstützte sie das Kölner Jugend-Musical-Ensemble YoungStage. Zusammen mit der Kunstagentin Jenny Falckenberg übernahm Sufi 2018 die Schirmherrschaft für den Hamburger Verein Kitz 4 Kids.
Für ihr Engagement wurde sie 2015 mit der Goldenen Erbse ausgezeichnet.

### Privates
Seit 2018 ist Sufi mit dem Musikproduzenten Mousse T. liiert. Sie lebt in Hannover.